# Loi Leahy
Les lois Leahy ou amendements Leahy, en anglais : Leahy Laws ou Leahy amendments, sont des lois américaines relatives aux droits de l'homme qui interdisent officiellement au Département d'État et au Département de la Défense des États-Unis de fournir une assistance militaire aux unités des forces de sécurité étrangères qui violeraient des droits de l'homme en toute impunité.
Ils portent le nom de leur principal contributeur, le sénateur Patrick Leahy (Démocrate du Vermont).
Pour mettre en œuvre cette loi, les ambassades américaines, le Bureau de la démocratie, des droits de l'homme et du travail et le bureau régional concerné au Département d'État américain vérifient les bénéficiaires potentiels de l'aide en matière de sécurité. S'il s'avère qu'une unité a été impliquée de manière crédible dans une grave violation des droits de l'homme, l'assistance est refusée jusqu’à ce que le gouvernement du pays concerné ne prenne des mesures efficaces pour traduire en justice les responsables de l’unité. Bien que le gouvernement américain ne rende pas compte publiquement des unités des forces armées étrangères à qui il a retiré une assistance, des articles de presse ont indiqué que des unités des forces de sécurité et des forces de défense nationale en Australie, au Bangladesh, en Bolivie, en Colombie, au Guatemala, au Mexique, au Nigeria, en Turquie, en Indonésie, au Liban et à Sainte-Lucie se sont vu refuser toute aide en raison de la loi Leahy . Au contraire, l'Israël n'a jamais été sanctionné en raison de ce qui a été appelé un "traitement spécial" de la part du Département d'État.